# Mikuleč
Mikuleč är en ort i Tjeckien.   Den ligger i regionen Pardubice, i den östra delen av landet, 150 km öster om huvudstaden Prag. Mikuleč ligger 498 meter över havet och antalet invånare är 226.
Terrängen runt Mikuleč är varierad. Runt Mikuleč är det ganska tätbefolkat, med 108 invånare per kvadratkilometer. Närmaste större samhälle är Svitavy, 6,4 km sydost om Mikuleč. I omgivningarna runt Mikuleč växer i huvudsak blandskog.